# Toon Raemaekers
Toon Raemaekers (9 settembre 2000) è un calciatore belga, difensore del Malines.

## Carriera
Raemaekers è cresciuto nel settore giovanile dell'OH Lovanio, dove ha debuttato l'11 febbraio 2020 nell'incontro di Tweede klasse pareggiato 0-0 contro l'Union Saint-Gilloise. Il 10 agosto seguente, in seguito alla promozione del club in Pro League, ha debuttato nella massima divisione belga contro l'Eupen.
In scadenza di contratto, il 19 gennaio 2022 ha firmato un contratto con il Malines valido a partire dal termine della stagione. Dopo aver effettutao la preparazione estiva con i giallorossi, nel mese di settembre è stato ceduto in prestito in seconda divisione al Lierse Kempenzonen. Ha segnato il suo primo gol ufficiale il 24 settembre nell'incontro di Coppa del Belgio vinto 5-1 contro il Racing Mechelen.
A fine stagione ha fatto ritorno al Malines che lo ha confermato in rosa.

## Statistiche

### Presenze e reti nei club
Statistiche aggiornate al 30 agosto 2024.’’
| Stagione        | Squadra            | Campionato      | Campionato | Campionato | Coppe nazionali | Coppe nazionali | Coppe nazionali | Coppe continentali | Coppe continentali | Coppe continentali | Altre coppe | Altre coppe | Altre coppe | Totale | Totale |
| Stagione        | Squadra            | Comp            | Pres       | Reti       | Comp            | Pres            | Reti            | Comp               | Pres               | Reti               | Comp        | Pres        | Reti        | Pres   | Reti   |
| --------------- | ------------------ | --------------- | ---------- | ---------- | --------------- | --------------- | --------------- | ------------------ | ------------------ | ------------------ | ----------- | ----------- | ----------- | ------ | ------ |
| 2019-2020       | OH Lovanio         | D2              | 1          | 0          | CB              | 0               | 0               |                    | -                  | -                  |             | -           | -           | 1      | 0      |
| 2020-2021       | OH Lovanio         | D1              | 10         | 0          | CB              | 0               | 0               |                    | -                  | -                  |             | -           | -           | 10     | 0      |
| 2021-2022       | OH Lovanio         | D1              | 1          | 0          | CB              | 0               | 0               |                    | -                  | -                  |             | -           | -           | 1      | 0      |
| ago.-set. 2022  | Malines            | D1              | 3          | 0          | CB              | 0               | 0               |                    | -                  | -                  |             | -           | -           | 3      | 0      |
| set. 2022-2023  | Lierse Kempenzonen | D2              | 27         | 2          | CB              | 2               | 1               |                    | -                  | -                  |             | -           | -           | 29     | 3      |
| 2023-2024       | Malines            | D1              | 6          | 0          | CB              | 0               | 0               |                    | -                  | -                  | SB          | 0           | 0           | 6      | 0      |
| 2024-2025       | Malines            | D1              | 5          | 0          | CB              | 0               | 0               |                    | -                  | -                  |             | -           | -           | 5      | 0      |
| Totale carriera | Totale carriera    | Totale carriera | 53         | 2          |                 | 2               | 1               |                    | -                  | -                  |             | 0           | 0           | 55     | 3      |